# Pontiac (automerk)

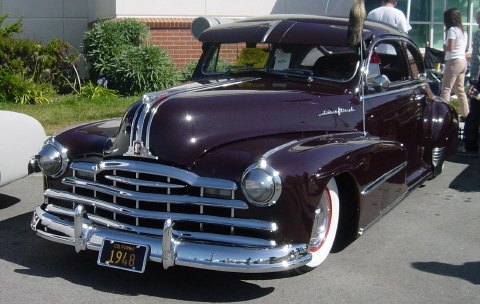
Pontiac Streamliner coupe uit 1948

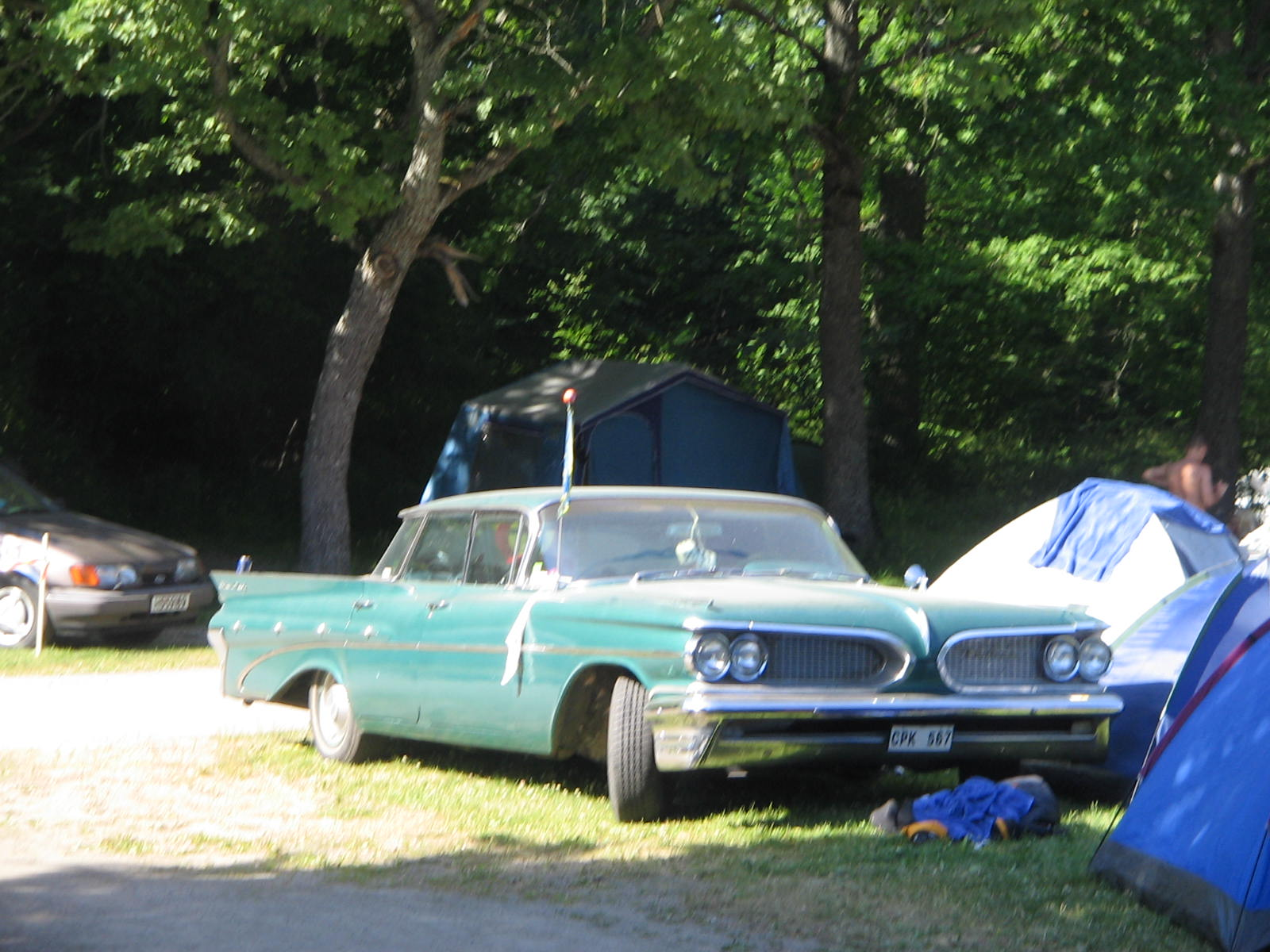
Pontiac Star Chief uit 1959

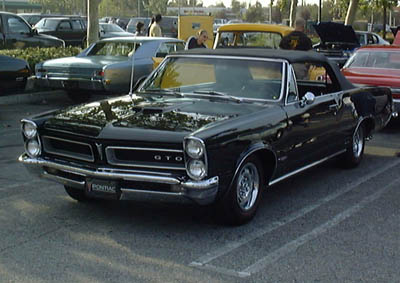
Pontiac GTO uit 1965

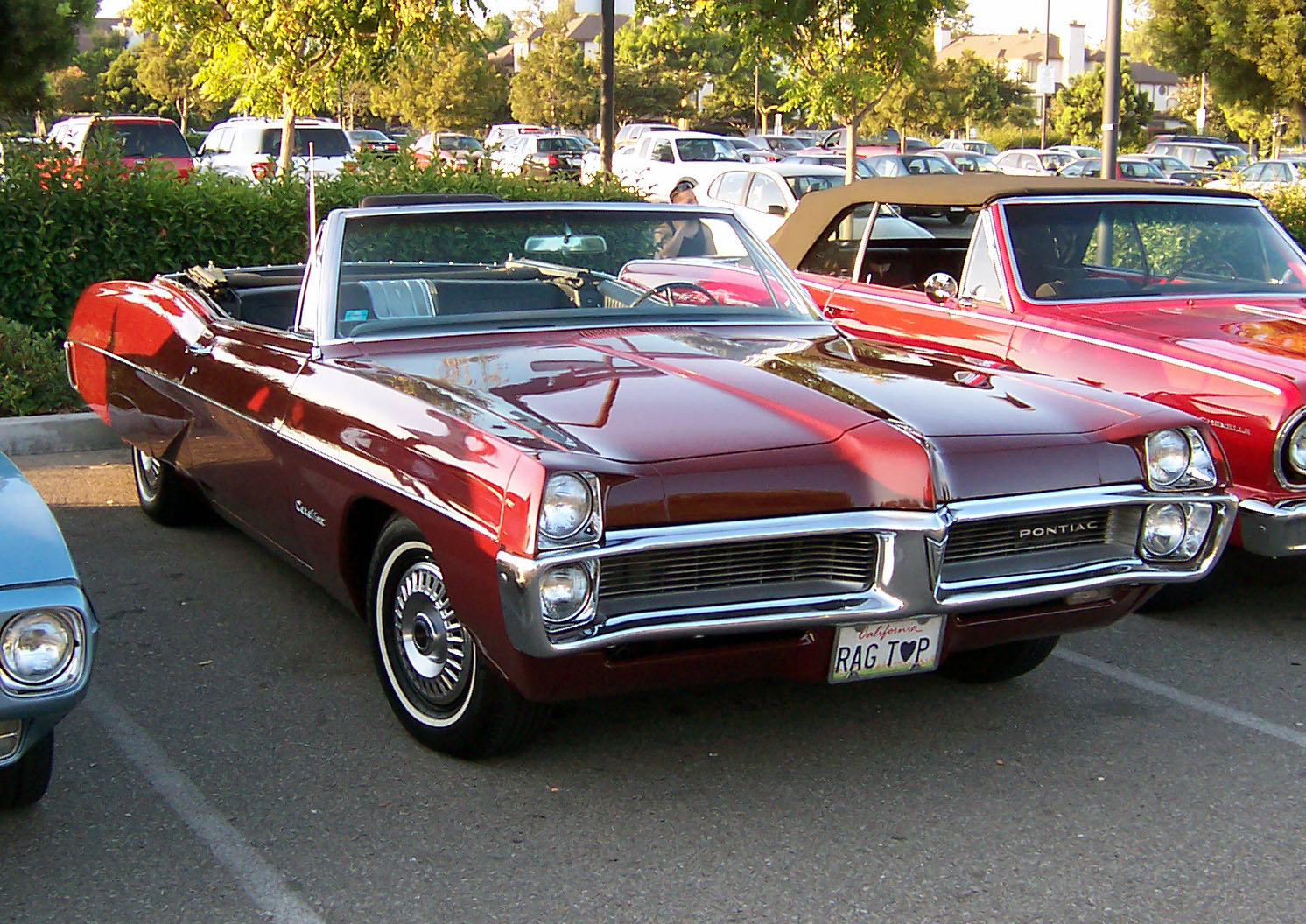
Pontiac Catalina uit 1967

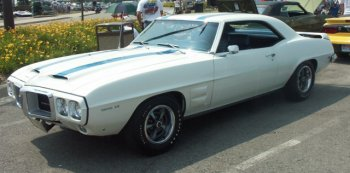
Pontiac Trans Am uit 1969

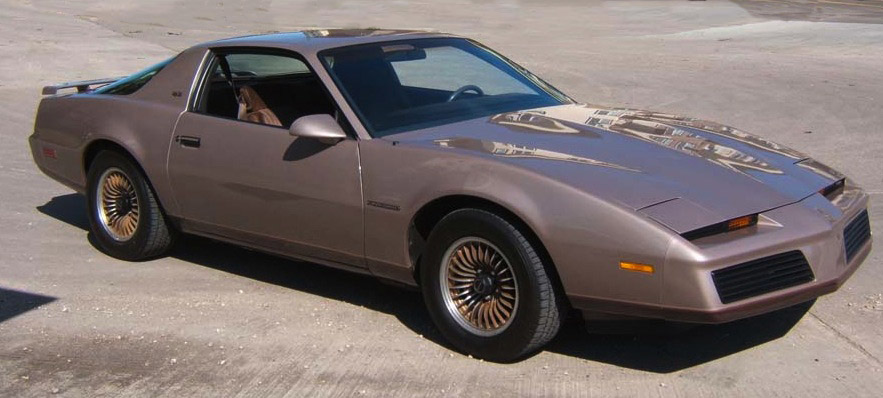
Pontiac Firebird uit 1983

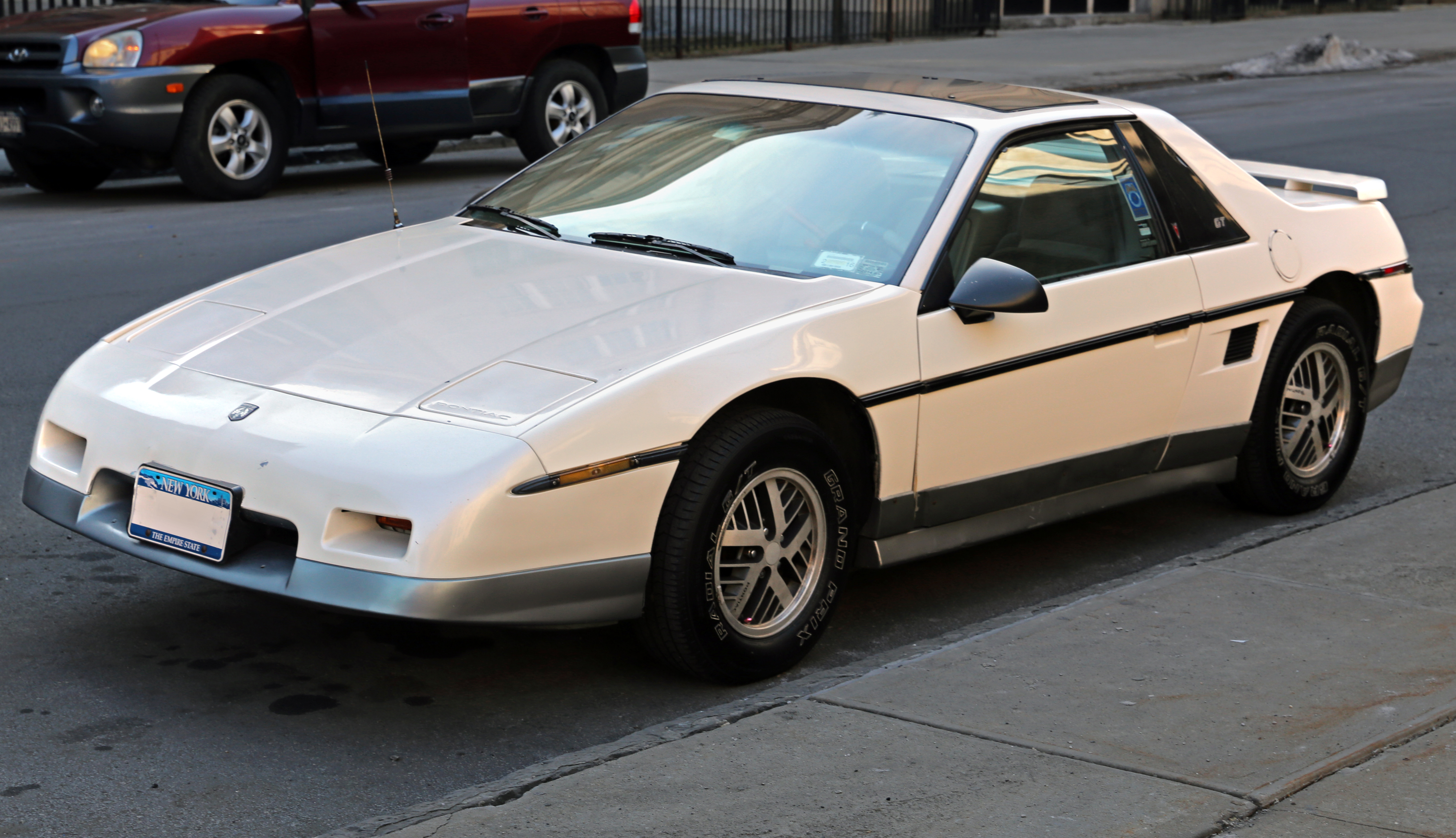
Pontiac Fiero uit 1985

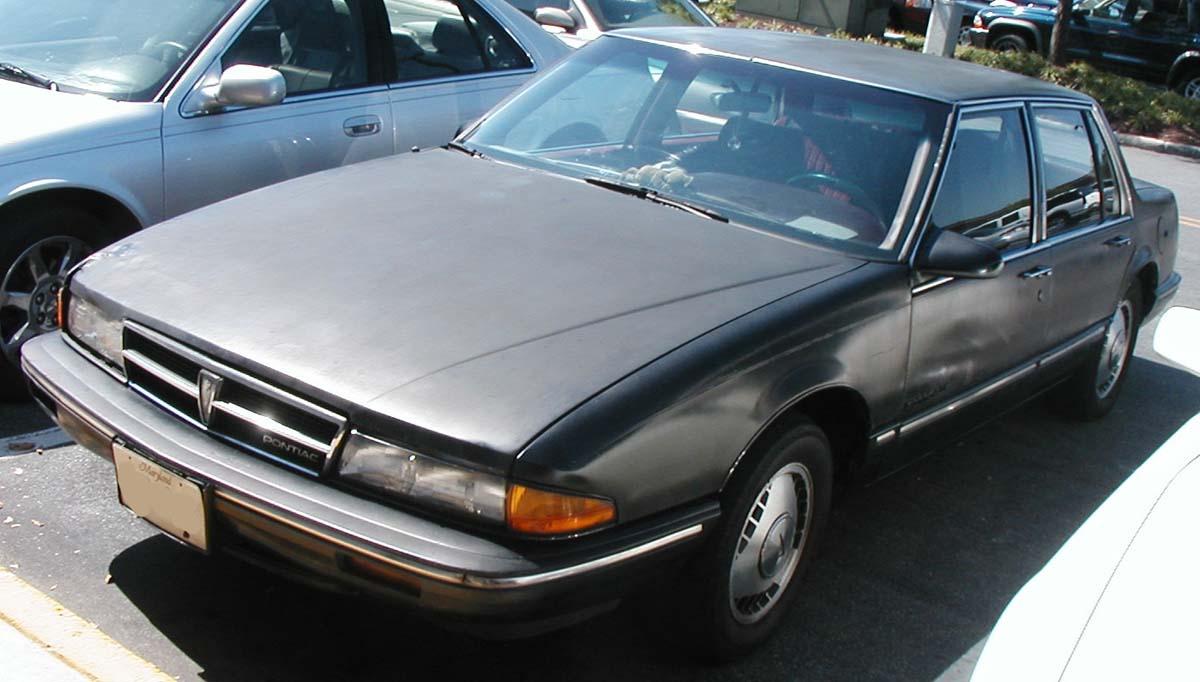
Pontiac Bonneville uit 1987-1991

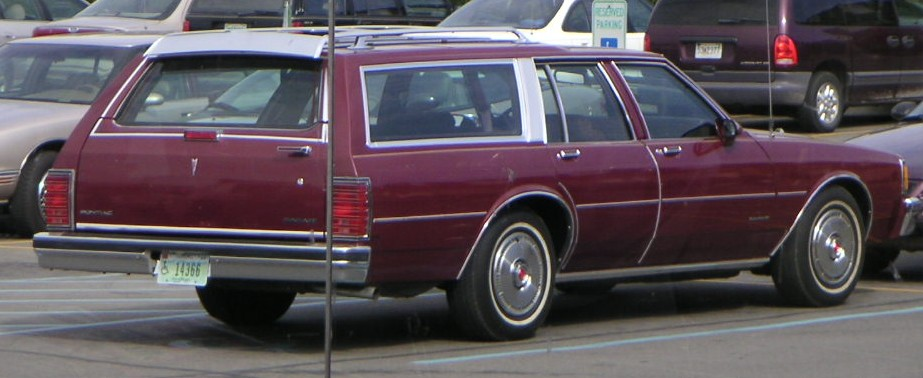
Pontiac Safari uit 1988

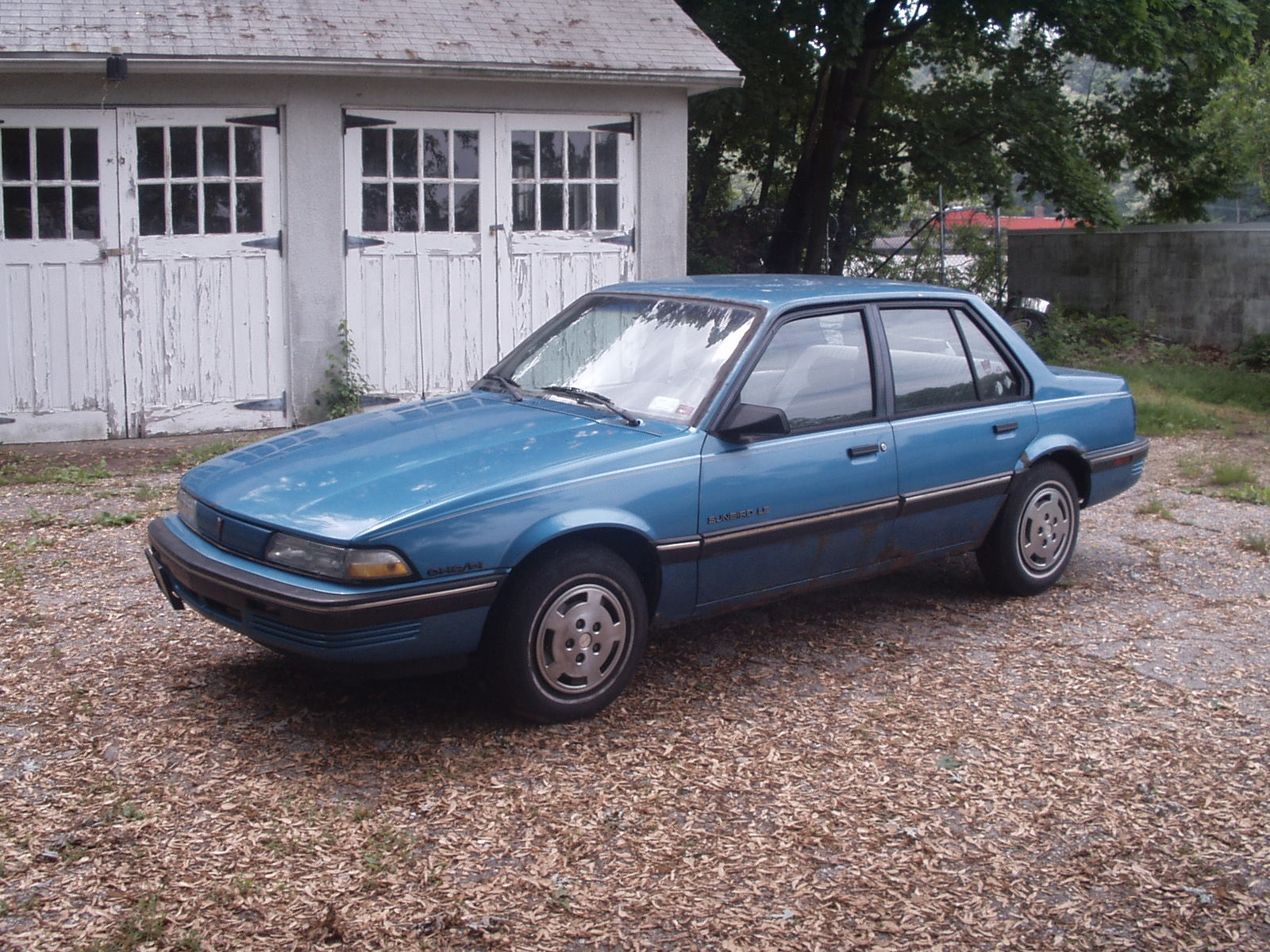
Pontiac Sunbird uit 1989

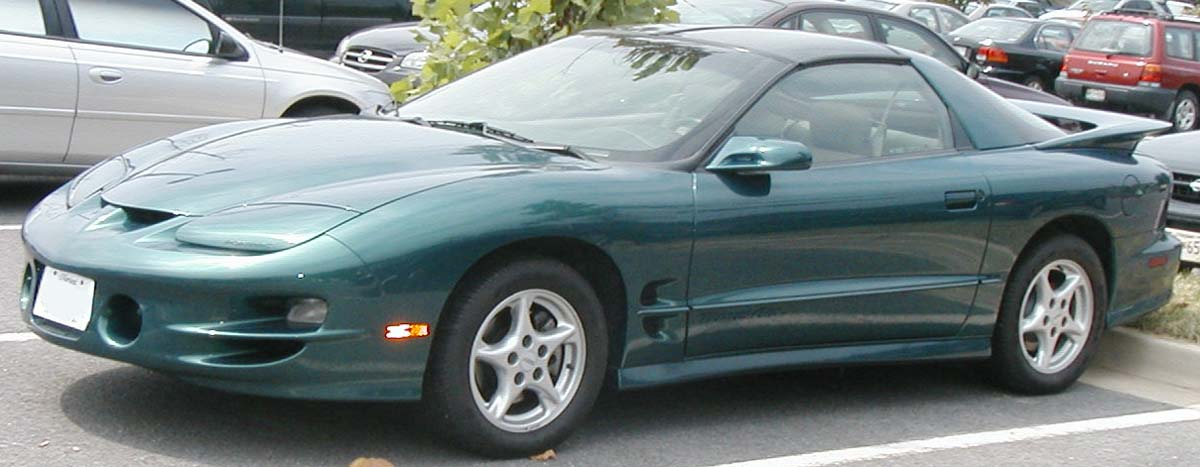
Pontiac Firebird uit 1998-2002

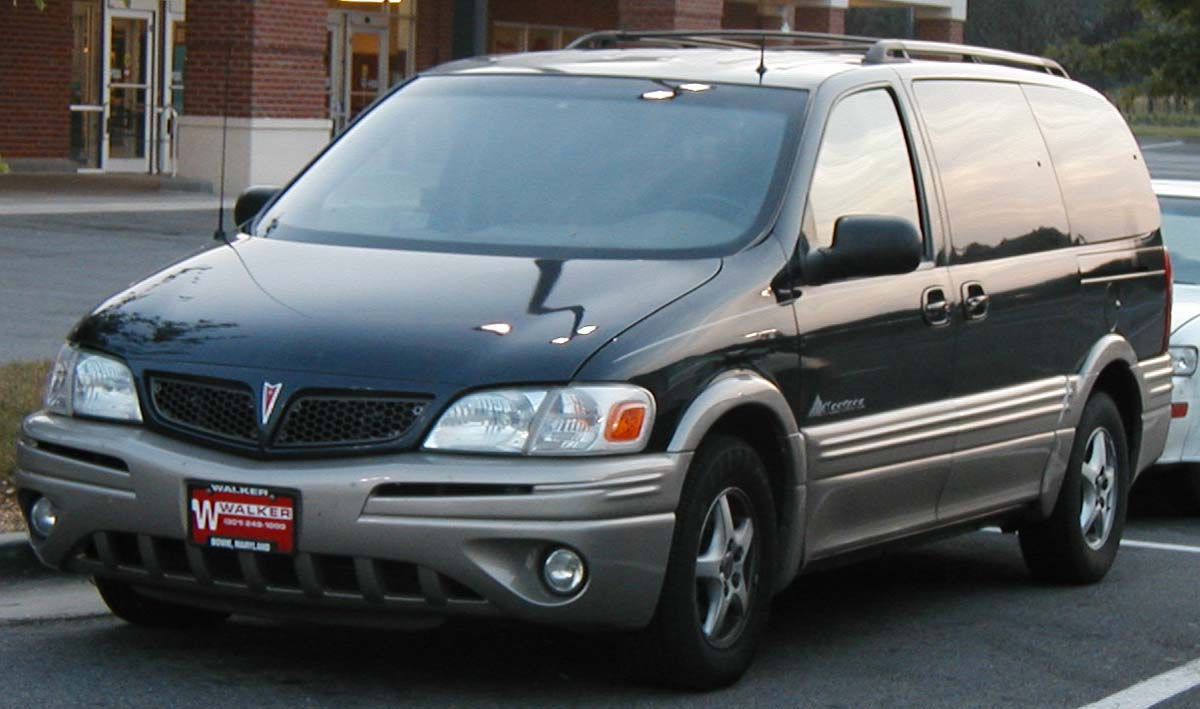
Pontiac Montana uit 1999-2005

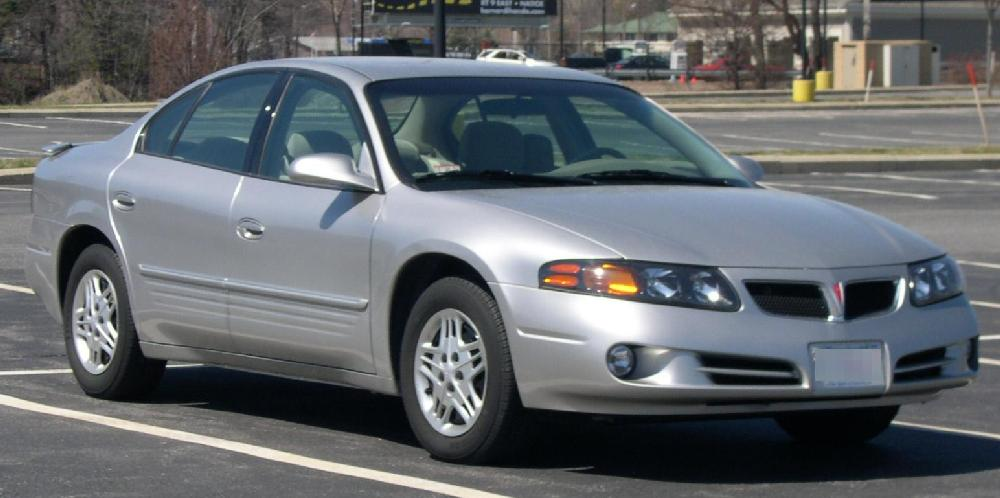
Pontiac Bonneville uit 2003

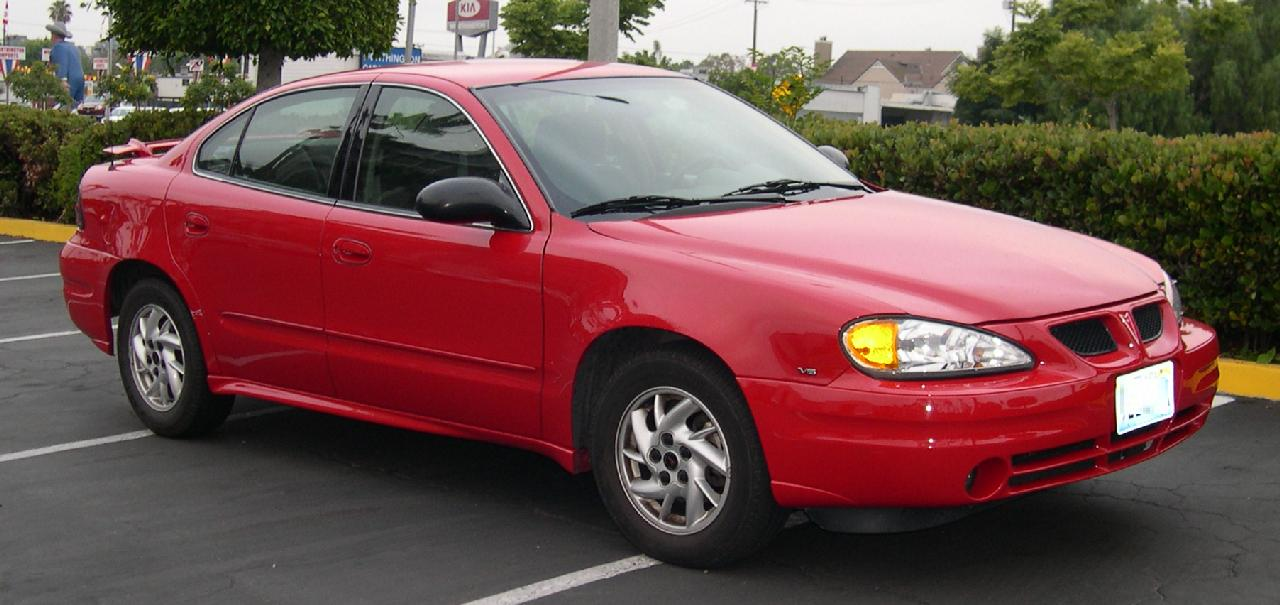
Pontiac Grand Am uit 2005

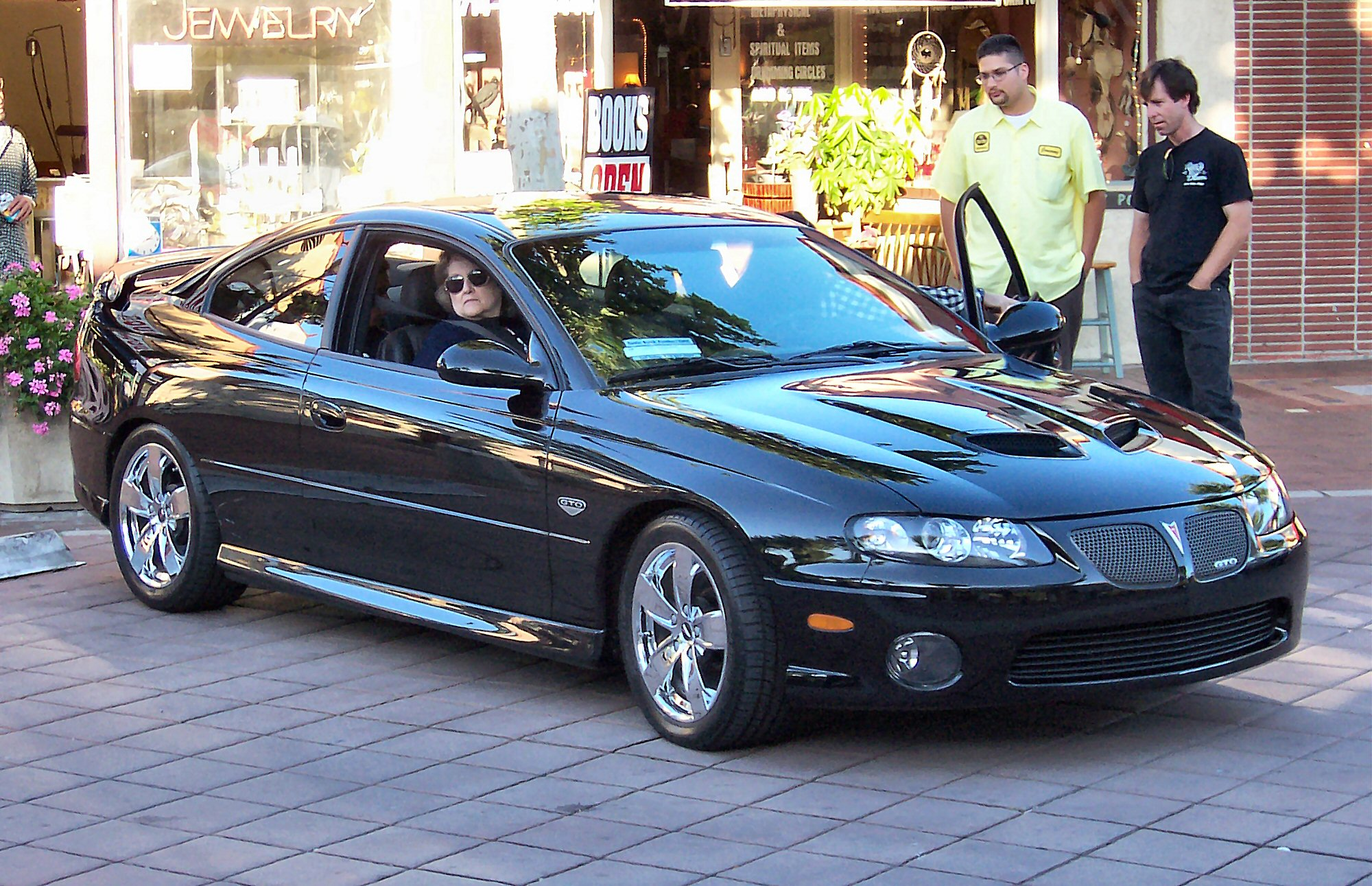
Pontiac GTO uit 2005

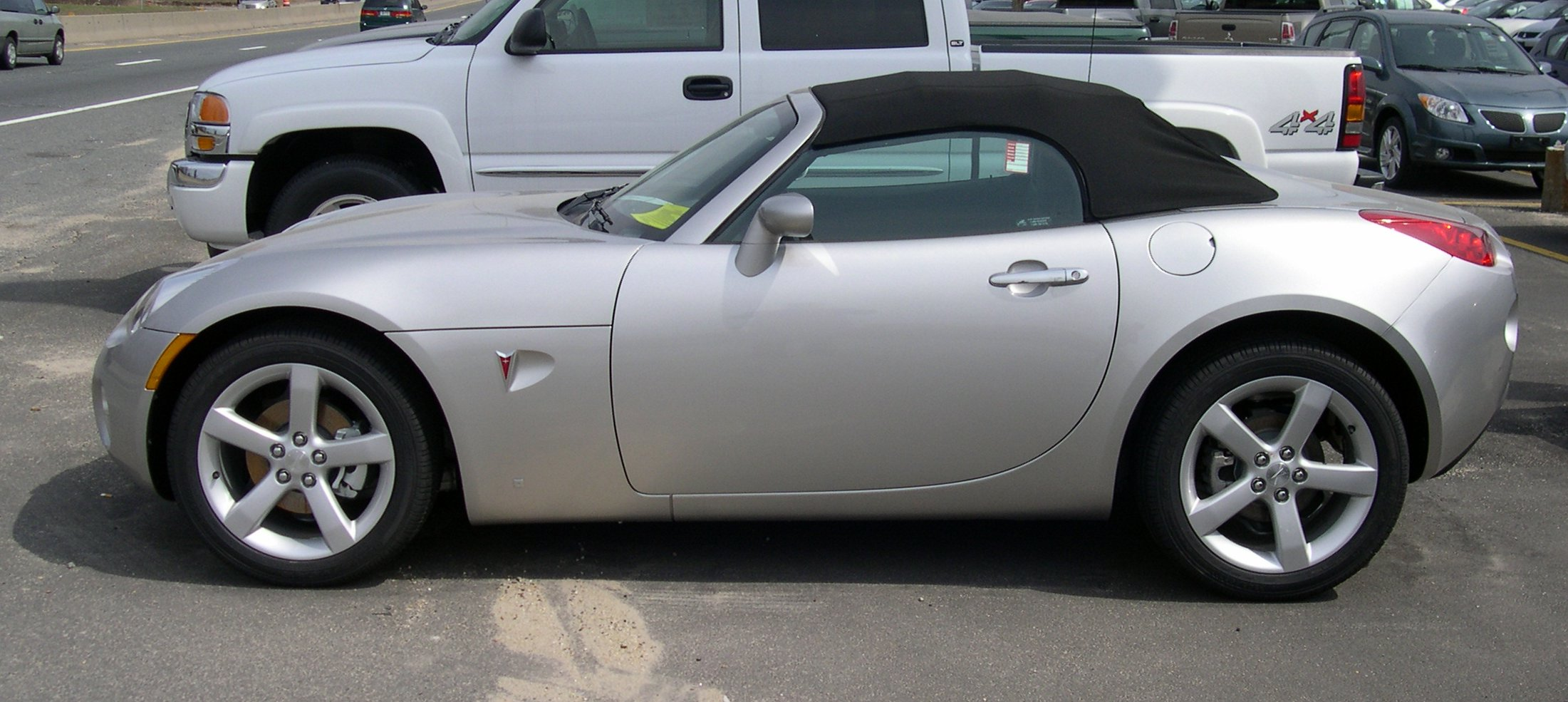
Pontiac Solstice uit 2006

Pontiac was een Amerikaans automerk, dat tussen 1926 en 2010 auto's verkocht in de Verenigde Staten, Canada en Mexico. Het merk was eigendom van General Motors en was binnen dat concern gepositioneerd in de middenklasse. Pontiac bouwde vooral sportieve, prestatiegerichte auto's. Op 27 april 2009 besloot GM, vanwege de grote problemen waarin het bedrijf verkeerde, niet langer door te gaan met het merk Pontiac. Op 25 november van datzelfde jaar rolde de laatste Pontiac van de band. Op 31 oktober 2010 verlengde moederbedrijf GM de contracten met de dealers niet meer en was het definitief met het merk gedaan.

## Geschiedenis
Het merk Pontiac kent een lange geschiedenis. In dit artikel wordt er per decennium gekeken naar de ontwikkelingen.

### Jaren 1920
Het eerste Pontiac-model, de Pontiac Series 6-27, werd in 1926 geïntroduceerd op de New York Auto Show. Deze 6-cilinder werd als coupé en sedan gemaakt en was bij de eerste auto's, die geen stoffen dak hadden. In het eerste jaar werden er al meteen 76.742 exemplaren van verkocht. Al snel kwam er nood aan meer capaciteit en werd begonnen met de bouw van een nieuwe fabriek in Pontiac (Michigan). In 1927 werd binnen GM Art & Colour opgericht, de eerste echte auto-ontwerpstudio. Daar werden vanaf dat moment alle modellen van GM, waaronder Pontiac, getekend. Ook in dat jaar bereikte Pontiacs productie 127.883 stuks.
Eind 1927 lanceerde de onderneming haar tweede model, de Pontiac Series 6-28. Op het radiatorrooster verscheen het logo met het silhouet van het hoofd van een indiaan; een logo dat nog 30 jaar gebruikt zou worden. Het eerste jaar werden 184.000 exemplaren verkocht. In 1929 werd de 6-29 Big Six geïntroduceerd. Dat was in feite een model van het Britse Vauxhall, dat toen recent door General Motors was overgenomen. Deze serie kende ook Pontiacs eerste cabriolet. In oktober dat jaar crashte de beurs van New York, waarna de vraag drastisch verminderde.

### Jaren 1930
In 1930 verscheen de Pontiac 6-30B, waarvan dat jaar, vanwege de Grote Depressie slechts 62.888 stuks gemaakt werden. Een prijsverlaging van $100 (~15%) kon de verkoop niet aanzwengelen. De nieuwe Series 401 uit 1931 kende verrassend genoeg meer succes. In 1932 verkocht het merk 47.926 auto's met een verlies van $125,35 per stuk. Het gerucht ging dat Pontiac, samen met Buick en Cadillac, zou worden stopgezet. Door meer onderdelen te delen met de andere merken werd gepoogd dit te verijdelen.
In 1933 had Pontiac haar eigen ontwerpstudio gekregen. Hoofdontwerper Frank Hershey was ontevreden over de modellen en liet alles binnen twee weken tijd hertekenen. Het resultaat was een goedkope 8-cilinder, die deed denken aan duurdere modellen. Pontiacs imago kreeg hiermee een flinke zet en de verkoop verdubbelde tot 85.348 stuks. Pontiac was in 1934 de eerste divisie van GM die auto's met onafhankelijke voorwielophanging in productie bracht. Vele onderdelen werden geleend van Chevrolet. In 1935 ging de verkoop naar 140.000 stuks. In 1936 steeg die verder tot 172.000 en in 1940 zelfs tot 217.000. Tevens werd de miljoenste auto gebouwd.

### Jaren 1940
In 1941 was Pontiac de eerste om kopers tussen verschillende motoren te laten kiezen. De productie steeg dat jaar tot 330.061 exemplaren. Op 1 maart begon Pontiac ook Oerlikon 20 mm luchtafweerkanonnen te produceren voor de Amerikaanse zeemacht. Vanaf 1942 werden Amerikaanse autobouwers verplicht om bijna geen chroom meer te gebruiken. Alle Pontiac-onderdelen, uitgezonderd de bumpers, die normaal van chroom waren gemaakt waren nu van geschilderd staal. Deze modellen, die veel minder mooi waren, staan bekend als blackout modellen. Daarnaast begon het merk ook automatische machinegeweren, assen voor tanks, onderdelen voor dieselmotoren en vliegtuigtorpedo's te fabriceren. Op 10 februari 1942 werd de laatste vooroorlogse Pontiac gemaakt.
Toen de Tweede Wereldoorlog op zijn einde liep en de militaire productie werd stopgezet, werd er gewerkt om weer aan de gewone productie te beginnen. Er werden nieuwe machines in de fabriek geplaatst, die de productie tot 500.000 moesten verdubbelen. In november 1945 gingen de werknemers van General Motors echter in staking en 1946 was een stakingsjaar voor de hele industrie. De eerste naoorlogse modellen waren licht aangepaste modellen uit 1942. De vraag naar auto's was na de oorlog echter enorm en de verkoop steeg van 113.109 in 1946 tot 206.411 in 1947.
In 1948 werd de HydraMatic automatische versnellingsbak een optie en in 1949 werden nieuwe modellen geïntroduceerd. Vlak voor de modellen in productie gingen bleek uit spionagefoto's van Ford, dat beide merken een bijna identiek radiatorrooster hadden. Omdat Fords modellen eerst uitkwamen werden die van Pontiac snel hertekend.

### Jaren 1950
In 1950 lanceerde het merk de Pontiac Catalina. De Super De Luxe versie daarvan was het meest luxueuze model uit die periode. Terzelfder tijd had het merk ook de goedkoopste 8-in-lijn van het land. Er werd een productie van 446.429 stuks opgetekend dat jaar.
In de jaren vijftig waren automatische transmissies en V8-motoren in en dus concentreerde ook Pontiac zich op de ontwikkeling van zo'n motor en gebruikte een viertrapsautomaat. Tot en met 1954 installeerde Pontiac de oude, technisch eenvoudige zijklepmotor. In 1951 werd de productie beperkt door de Koreaanse Oorlog en in 1952 werd het gebruik van chroom wederom ingeperkt. De verkoop lag destijds respectievelijk op 337.821 en 266.351 stuks. In 1953 werd een nieuw type, de Pontiac Star Chief, gelanceerd, met optionele elektrische ruiten, airconditioning en stuurbekrachtiging. In 1953 werden 385.692 auto's verkocht.
Na een sterk jaar in 1955 viel de verkoop voor 1956 weer sterk terug. Dat laatste was verder ook het jaar, waarin het merk in de autosport debuteerde. De 73-jarige Ab Jenkins reed met een aangepaste Pontiac een nieuw snelheidsrecord op de 24 uur. Hij reed gemiddeld 190 km/u over een afstand van 4572 km. Het initiatief voor Pontiacs deelname wordt toegeschreven aan Semon Knudsen, de nieuwe manager van het merk. Knudsen moest het merk, dat gekend was voor duurzame en betrouwbare maar niet voor opvallende auto's, opwaarderen. Hij liet het tot dan kenmerkende radiatorrooster schrappen vlak voor de productie van de modellen uit 1957 aanving. Ook verving hij het embleem met het hoofd. In februari werd de Pontiac Bonneville gelanceerd als een topmodel. Er stonden slechts 630 exemplaren gepland en enkel cabriolets. De V8 leverde meer dan 300 pk en gaf de auto een topsnelheid van 209 km/u.
In 1958 was een nieuw logo gevonden om het geschrapte indianenhoofd te vervangen. Op het nieuwe embleem stond de punt van een indiaanse pijl afgebeeld. In 1959 werd een nieuw koetswerk getekend, dat met 162,5 cm het breedste in de autosector was. Ook werd een nieuw tweemondig radiatorrooster ontworpen, dat een groot succes zou blijken en een van Pontiacs stijlkenmerken werd. De ontwerpers, die dit succes niet hadden verwacht, hadden in 1960 het tweemondig radiatorrooster laten vallen. In 1961 werd het snel weer opnieuw opgenomen.

### Jaren 1960
In 1960 verkocht Pontiac 399.646 auto's in 16 modellen en 4 series. Optioneel werd een Super Duty pakket aangeboden voor de racefanaten. In 1963 werden bijna 600.000 Pontiacs verkocht en in 1964 687.902. Daarmee was het merk de derde grootste autobouwer van de Verenigde Staten. Dat jaar werd ook de LeMans GTO geïntroduceerd. Dat sportieve model herinnerde aan de racerij zonder dat daaraan echt werd deelgenomen. General Motors had zich in 1963 volledig daaruit teruggetrokken. Diezelfde GTO wordt ook de creatie van het muscle car-segment toegeschreven.
In februari 1967 werd de Firebird geïntroduceerd. In feite was dit een aangepaste Chevrolet Camaro. Voor 1968 werden de Tempest, LeMans en de GTO hertekend met bumpers in koetswerkkleur; Iets dat uiteindelijk een standaard zou worden. De GTO werd ook Auto van het jaar in de VS en Pontiac verkocht 910.977 auto's. In 1969 kwam de Pontiac Trans Am uit; Met 335 pk de krachtigste pony car uit de periode. Het merk was dat jaar wederom de nummer 3 in de VS. In Knight rider wordt ook een Trans Am gebruikt genaamd KITT.

### Jaren 1970
In 1970 werd de tweede generatie van de Firebird voorgesteld, met zuiverder lijnen. 1971 was een jaar van verandering. Alle motoren binnen GM moesten een lagere compressieverhouding krijgen om loodvrije brandstof te kunnen gebruiken. Die motoren waren niet de sterkste en tastten Pontiacs imago van prestaties aan. Toch bereikte de productie in 1973 een record van 920.000 stuks, veelal dankzij de nieuwe Grand Prix, waarvan meer dan 150.000 stuks de deur uit gingen. De Pontiac Grand Am werd dat jaar gelanceerd en zette 43.136 exemplaren af. De verkoop van de GTO stuikte in elkaar tot slechts 4806 stuks.
Toen sloeg de oliecrisis van 1973 voluit toe. De autoverkopen vielen 3 miljoen eenheden terug, Pontiacs productie met 36%. De GTO werd stopgezet. De Firebird daarentegen vond 60% meer kopers, daar waar andere constructeurs minder pony cars verkochten. Volgend op de crisis kwam de vraag naar kleinere en zuiniger auto's. Pontiac haalde daarom de Pontiac Astre naar de VS vanuit haar afdeling in Canada. In 1976 werd de Sunbird geïntroduceerd waarvan 50.000 exemplaren een eigenaar vonden. Verder bleven ook de Grand Prix en de Trans Am het goed doen. In 1977 lanceerde General Motors haar kleinere B-body. Hierop werden kleinere auto's met meer interieurruimte en een lager verbruik gebouwd.
In 1978 verkocht Pontiac alweer meer dan 900.000 auto's. Toen de tweede oliecrisis van 1979 toesloeg, voelde het merk er maar weinig van. Er werden bijna 1.000.000 auto's verkocht in 1979, tot op heden Pontiacs record.

### Jaren 1980
In 1980 werd de tweede oliecrisis dan toch voelbaar in de Amerikaanse auto-industrie. Chrysler was op dat moment zelfs bijna failliet. In die context lanceerde Pontiac met de Phoenix haar eerste voorwielaangedreven model. Dat was een succes en er werden 178.000 exemplaren van verkocht. In januari 1981 hield Pontiac haar eerste image conference. 25 Bedrijfsleiders van Pontiac kwamen er bijeen om het bedrijf richting en organisatie te geven. Volgende zin was daarvan de uitkomst: Pontiac is a car company known for innoviative styling and engineering that results in products with outstanding performance and roadability (Pontiac is een autobedrijf, bekend door vernieuwend design en techniek, dat resulteert in producten met uitstekende prestaties en wegwaardigheid). Deze zin gold als een leidraad naar de toekomst.
Pontiac nam hierbij ook een nieuwe slogan aan: We Build Excitement (Wij Bouwen Opwinding). Aangezien er nog geen model was, dat hierbij paste, werd voorlopig The Excitement Begins genomen, gevolgd door The Excitement Really Begins. In 1982 werden de Bonneville en de Catalina geschrapt en werden de 6000 en de J2000 geïntroduceerd. Het grotere B-body liet men vallen, daar grote auto's uit waren. De nieuwe Firebird en de 6000 zorgden opnieuw voor een goede afzet van meer dan 500.000 stuks. In 1984 werd de Pontiac Fiero gelanceerd. Het model, dat bedoeld was als een zuinige auto en dat vele onderdelen deelde met andere merken, werd een succes. Het eerste jaar werden er al 136.940 exemplaren van gebouwd. In totaal werden dat jaar bijna 650.000 voertuigen aan de man gebracht.
De derde generatie van de Grand Am uit 1985 was een sportieve coupe bestemd voor mensen, die iets zuiniger wilden dan de Firebird. In 1986 kreeg dat model er een 4-deur versie bij. Vooral vanwege de stijl kende de Grand Am de verhoopte bijval. Pontiac verkocht toen 829.000 auto's, een vijfde van GM's totaal. 1988 Zag de vierde generatie van de Grand Prix, de SSE Bonneville en de nieuwe LeMans verschijnen en de Fiero verdwijnen. Het vlaggenschip was de SSE Bonneville die een V6 met brandstofinjectie kreeg, geïnspireerd door GM's Europese modellen. De 6000 STE kreeg, als eerste Pontiac ooit, optioneel permanente vierwielaandrijving, en was daarmee het technisch meest geavanceerde model. In 1988 nam Pontiac weer de derde plaats in qua verkopen in de Verenigde Staten.

### Jaren 1990
In 1990 lanceerde Pontiac met de Trans Sport een eerste monovolume. Het modulaire interieur daarvan was op dat moment nog een unicum. In 1992 werden een aantal modellen hertekend. Zo waren de nieuwe lijnen van de Bonneville zeer Europees geïnspireerd en kreeg de Grand Am een zeer gewaagd ontwerp.
1995 zag een geheel nieuwe Sunfire die betaalbaarheid met rijplezier, sportiviteit en veiligheid moest combineren. Ook kreeg de Grand Prix dat jaar een face-lift. In 1996 smolten Pontiac en GMC samen. Het was de eerste keer, dat zoiets binnen General Motors gebeurde. In 1998 verhuisde het merk haar hoofdkwartier naar het Renaissance Center in Detroit, waar vanaf dan al GM's merken huisden.

### Jaren 2000
In 2000 werd een volledig nieuwe Bonneville voorgesteld, die ook goedkoper werd dan de voorgaande generatie. In 2001 kwam dan de Aztek, de eerste Sports Recreation Vehicle. De Aztek combineerde elementen van een sportieve sedan met die van een Sports Utility Vehicle (SUV) en een monovolume. De auto had een 3,4 l V8 van 185 pk. Daarnaast kreeg de Montana, de nieuwe naam van de Trans Sport, een face-lift. Nog dat jaar werd de Zwitser Bob Lutz aangetrokken als GM's nieuwe nummer twee. Hij moest helpen het concern, dat in slechte papieren zat, terug op het goede spoor te zetten. Een van zijn ideeën was het terugbrengen van de GTO. Bij gebrek aan platformen met achterwielaandrijving in het thuisland werd hiernaar bij Holden in Australië gezocht.
In 2005 introduceerde Pontiac met groot succes de Pontiac Solstice. Het werd een van de best verkochte auto's in de VS dat jaar, wat voor GM een opsteker was. Toch bestempelde Lutz Pontiac dat jaar tijdens de New York Auto Show al als damaged brand.
In 2008 werden nog 267.000 auto's onder de merknaam Pontiac verkocht en daarmee was Pontiac na Chevrolet en GMC het best verkochte automerk binnen GM. Niettemin besloot GM in april 2009 het merk Pontiac niet langer te handhaven. GM was in grote financiële problemen geraakt en besloot de activiteiten te concentreren op vier merken: Chevrolet, Buick, GMC en Cadillac. Andere merken zoals Saturn, Saab en Hummer werden verkocht, maar de productie van Pontiac werd volledig gestaakt. Op 25 november 2009 rolde de laatste Pontiac van de band, een witte Pontiac G6.

## Tijdlijn
| « vorig — Pontiac modellen van 1980 tot 2010 | « vorig — Pontiac modellen van 1980 tot 2010 | « vorig — Pontiac modellen van 1980 tot 2010 | « vorig — Pontiac modellen van 1980 tot 2010 | « vorig — Pontiac modellen van 1980 tot 2010 | « vorig — Pontiac modellen van 1980 tot 2010 | « vorig — Pontiac modellen van 1980 tot 2010 | « vorig — Pontiac modellen van 1980 tot 2010 | « vorig — Pontiac modellen van 1980 tot 2010 | « vorig — Pontiac modellen van 1980 tot 2010 | « vorig — Pontiac modellen van 1980 tot 2010 | « vorig — Pontiac modellen van 1980 tot 2010 | « vorig — Pontiac modellen van 1980 tot 2010 | « vorig — Pontiac modellen van 1980 tot 2010 | « vorig — Pontiac modellen van 1980 tot 2010 | « vorig — Pontiac modellen van 1980 tot 2010 | « vorig — Pontiac modellen van 1980 tot 2010 | « vorig — Pontiac modellen van 1980 tot 2010 | « vorig — Pontiac modellen van 1980 tot 2010 | « vorig — Pontiac modellen van 1980 tot 2010 | « vorig — Pontiac modellen van 1980 tot 2010 | « vorig — Pontiac modellen van 1980 tot 2010 | « vorig — Pontiac modellen van 1980 tot 2010 | « vorig — Pontiac modellen van 1980 tot 2010 | « vorig — Pontiac modellen van 1980 tot 2010 | « vorig — Pontiac modellen van 1980 tot 2010 | « vorig — Pontiac modellen van 1980 tot 2010 | « vorig — Pontiac modellen van 1980 tot 2010 | « vorig — Pontiac modellen van 1980 tot 2010 | « vorig — Pontiac modellen van 1980 tot 2010 | « vorig — Pontiac modellen van 1980 tot 2010 | « vorig — Pontiac modellen van 1980 tot 2010 | « vorig — Pontiac modellen van 1980 tot 2010 |
| -------------------------------------------- | -------------------------------------------- | -------------------------------------------- | -------------------------------------------- | -------------------------------------------- | -------------------------------------------- | -------------------------------------------- | -------------------------------------------- | -------------------------------------------- | -------------------------------------------- | -------------------------------------------- | -------------------------------------------- | -------------------------------------------- | -------------------------------------------- | -------------------------------------------- | -------------------------------------------- | -------------------------------------------- | -------------------------------------------- | -------------------------------------------- | -------------------------------------------- | -------------------------------------------- | -------------------------------------------- | -------------------------------------------- | -------------------------------------------- | -------------------------------------------- | -------------------------------------------- | -------------------------------------------- | -------------------------------------------- | -------------------------------------------- | -------------------------------------------- | -------------------------------------------- | -------------------------------------------- | -------------------------------------------- |
| Type                                         | 1980                                         | 1980                                         | 1980                                         | 1980                                         | 1980                                         | 1980                                         | 1980                                         | 1980                                         | 1980                                         | 1980                                         | 1990                                         | 1990                                         | 1990                                         | 1990                                         | 1990                                         | 1990                                         | 1990                                         | 1990                                         | 1990                                         | 1990                                         | 2000                                         | 2000                                         | 2000                                         | 2000                                         | 2000                                         | 2000                                         | 2000                                         | 2000                                         | 2000                                         | 2000                                         | 2010                                         |                                              |
| Type                                         | 0                                            | 1                                            | 2                                            | 3                                            | 4                                            | 5                                            | 6                                            | 7                                            | 8                                            | 9                                            | 0                                            | 1                                            | 2                                            | 3                                            | 4                                            | 5                                            | 6                                            | 7                                            | 8                                            | 9                                            | 0                                            | 1                                            | 2                                            | 3                                            | 4                                            | 5                                            | 6                                            | 7                                            | 8                                            | 9                                            | 0                                            |                                              |
| Miniklasse                                   |                                              |                                              |                                              |                                              |                                              |                                              |                                              |                                              |                                              |                                              |                                              |                                              |                                              |                                              |                                              |                                              |                                              |                                              |                                              |                                              |                                              | Matiz/G2(MX)                                 | Matiz/G2(MX)                                 | Matiz/G2(MX)                                 | Matiz/G2(MX)                                 | Matiz/G2(MX)                                 | Matiz(MX)                                    | Matiz(MX)                                    | Matiz(MX)                                    | Matiz(MX)                                    | Matiz(MX)                                    |                                              |
| Compacte klasse                              |                                              |                                              |                                              |                                              |                                              | Firefly(CA)                                  | Firefly(CA)                                  | Firefly(CA)                                  | Firefly(CA)                                  | Firefly(CA)                                  | Firefly(CA)                                  | Firefly(CA)                                  |                                              |                                              | Firefly(CA)                                  | Firefly(CA)                                  | Firefly(CA)                                  | Firefly(CA)                                  | Firefly(CA)                                  | Firefly(CA)                                  | Firefly(CA)                                  | Firefly(CA)                                  |                                              |                                              |                                              | Wave(CA)                                     | Wave(CA)                                     | Wave(CA)                                     | Wave(CA)                                     | G3                                           |                                              |                                              |
| Compacte middenklasse                        |                                              |                                              |                                              |                                              | Sunburst(CA)                                 | Sunburst(CA)                                 | Sunburst(CA)                                 | Sunburst(CA)                                 | Sunburst(CA)                                 |                                              |                                              |                                              |                                              |                                              |                                              |                                              |                                              |                                              |                                              |                                              |                                              |                                              |                                              |                                              |                                              |                                              |                                              |                                              |                                              |                                              |                                              |                                              |
| Compacte middenklasse                        | Acadian(CA)                                  |                                              |                                              |                                              |                                              |                                              |                                              |                                              |                                              |                                              |                                              |                                              |                                              |                                              |                                              |                                              |                                              |                                              |                                              |                                              |                                              |                                              |                                              |                                              |                                              |                                              |                                              |                                              |                                              |                                              |                                              |                                              |
| Compacte middenklasse                        |                                              | T1000/1000                                   | T1000/1000                                   | T1000/1000                                   | T1000/1000                                   | T1000/1000                                   | T1000/1000                                   | T1000/1000                                   | LeMans                                       | LeMans                                       | LeMans                                       | LeMans                                       | LeMans                                       | LeMans                                       |                                              |                                              |                                              |                                              |                                              |                                              |                                              |                                              |                                              | Vibe                                         | Vibe                                         | Vibe                                         | Vibe                                         | Vibe                                         | Vibe                                         | Vibe                                         | Vibe                                         |                                              |
| Compacte middenklasse                        |                                              |                                              | J2000/2000/Sunbird                           | J2000/2000/Sunbird                           | J2000/2000/Sunbird                           | J2000/2000/Sunbird                           | J2000/2000/Sunbird                           | J2000/2000/Sunbird                           | J2000/2000/Sunbird                           | J2000/2000/Sunbird                           | J2000/2000/Sunbird                           | J2000/2000/Sunbird                           | J2000/2000/Sunbird                           | J2000/2000/Sunbird                           | J2000/2000/Sunbird                           | Sunfire                                      | Sunfire                                      | Sunfire                                      | Sunfire                                      | Sunfire                                      | Sunfire                                      | Sunfire                                      | Sunfire                                      | Sunfire                                      | Sunfire                                      | Pursuit/G4/G5                                | Pursuit/G4/G5                                | Pursuit/G4/G5                                | Pursuit/G4/G5                                | Pursuit/G4/G5                                |                                              |                                              |
| Middenklasse                                 | Phoenix                                      | Phoenix                                      | Phoenix                                      | Phoenix                                      | Phoenix                                      | Grand Am                                     | Grand Am                                     | Grand Am                                     | Grand Am                                     | Grand Am                                     | Grand Am                                     | Grand Am                                     | Grand Am                                     | Grand Am                                     | Grand Am                                     | Grand Am                                     | Grand Am                                     | Grand Am                                     | Grand Am                                     |                                              |                                              |                                              |                                              |                                              |                                              |                                              |                                              |                                              |                                              |                                              |                                              |                                              |
| Middenklasse                                 | Grand Am                                     |                                              | 6000                                         | 6000                                         | 6000                                         | 6000                                         | 6000                                         | 6000                                         | 6000                                         | 6000                                         | 6000                                         | 6000                                         |                                              |                                              |                                              |                                              |                                              |                                              |                                              | Grand Am                                     | Grand Am                                     | Grand Am                                     | Grand Am                                     | Grand Am                                     | G6                                           | G6                                           | G6                                           | G6                                           | G6                                           | G6                                           | G6                                           |                                              |
| Middenklasse                                 | LeMans                                       | LeMans                                       | Bonneville                                   | Bonneville                                   | Bonneville                                   | Bonneville                                   | Bonneville                                   |                                              | Grand Prix                                   | Grand Prix                                   | Grand Prix                                   | Grand Prix                                   | Grand Prix                                   | Grand Prix                                   | Grand Prix                                   | Grand Prix                                   | Grand Prix                                   | Grand Prix                                   | Grand Prix                                   | Grand Prix                                   | Grand Prix                                   | Grand Prix                                   | Grand Prix                                   | Grand Prix                                   | Grand Prix                                   | Grand Prix                                   | Grand Prix                                   | Grand Prix                                   | Grand Prix                                   |                                              |                                              |                                              |
| Hogere middenklasse                          | Grand Prix                                   | Grand Prix                                   | Grand Prix                                   | Grand Prix                                   | Grand Prix                                   | Grand Prix                                   | Grand Prix                                   | Grand Prix                                   |                                              |                                              |                                              |                                              |                                              |                                              |                                              |                                              |                                              |                                              |                                              |                                              |                                              |                                              |                                              |                                              |                                              |                                              |                                              |                                              |                                              |                                              |                                              |                                              |
| Hogere middenklasse                          | Catalina                                     |                                              |                                              |                                              |                                              |                                              |                                              |                                              |                                              |                                              |                                              |                                              |                                              |                                              |                                              |                                              |                                              |                                              |                                              |                                              |                                              |                                              |                                              |                                              |                                              |                                              |                                              |                                              |                                              |                                              |                                              |                                              |
| Hogere middenklasse                          | Laurentian(CA)                               |                                              |                                              |                                              |                                              |                                              |                                              |                                              |                                              |                                              |                                              |                                              |                                              |                                              |                                              |                                              |                                              |                                              |                                              |                                              |                                              |                                              |                                              |                                              |                                              |                                              |                                              |                                              |                                              |                                              |                                              |                                              |
| Hogere middenklasse                          | Parisienne                                   | Parisienne                                   | Parisienne                                   | Parisienne                                   | Parisienne                                   | Parisienne                                   | Parisienne                                   | Bonneville                                   | Bonneville                                   | Bonneville                                   | Bonneville                                   | Bonneville                                   | Bonneville                                   | Bonneville                                   | Bonneville                                   | Bonneville                                   | Bonneville                                   | Bonneville                                   | Bonneville                                   | Bonneville                                   | Bonneville                                   | Bonneville                                   | Bonneville                                   | Bonneville                                   | Bonneville                                   | Bonneville                                   |                                              |                                              | G8                                           | G8                                           |                                              |                                              |
| Topklasse                                    | Safari                                       | Safari                                       | Safari                                       | Safari                                       | Safari                                       | Safari                                       | Safari                                       | Safari                                       | Safari                                       | Safari                                       |                                              |                                              |                                              |                                              |                                              |                                              |                                              |                                              |                                              |                                              |                                              |                                              |                                              |                                              |                                              |                                              |                                              |                                              |                                              |                                              |                                              |                                              |
| Coupé                                        |                                              |                                              |                                              |                                              | Fiero                                        | Fiero                                        | Fiero                                        | Fiero                                        | Fiero                                        |                                              |                                              |                                              |                                              |                                              |                                              |                                              |                                              |                                              |                                              |                                              |                                              |                                              |                                              |                                              | GTO                                          | GTO                                          | GTO                                          |                                              |                                              |                                              |                                              |                                              |
| Roadster                                     |                                              |                                              |                                              |                                              |                                              |                                              |                                              |                                              |                                              |                                              |                                              |                                              |                                              |                                              |                                              |                                              |                                              |                                              |                                              |                                              |                                              |                                              |                                              |                                              |                                              |                                              | Solstice                                     | Solstice                                     | Solstice                                     | Solstice                                     |                                              |                                              |
| Sportwagen                                   | Firebird                                     | Firebird                                     | Firebird                                     | Firebird                                     | Firebird                                     | Firebird                                     | Firebird                                     | Firebird                                     | Firebird                                     | Firebird                                     | Firebird                                     | Firebird                                     | Firebird                                     | Firebird                                     | Firebird                                     | Firebird                                     | Firebird                                     | Firebird                                     | Firebird                                     | Firebird                                     | Firebird                                     | Firebird                                     | Firebird                                     |                                              |                                              |                                              |                                              |                                              |                                              |                                              |                                              |                                              |
| SUV                                          |                                              |                                              |                                              |                                              |                                              |                                              |                                              |                                              |                                              |                                              |                                              |                                              |                                              |                                              |                                              |                                              |                                              |                                              |                                              |                                              |                                              | Aztek                                        | Aztek                                        | Aztek                                        | Aztek                                        | Aztek                                        | Torrent                                      | Torrent                                      | Torrent                                      | Torrent                                      |                                              |                                              |
| MPV                                          |                                              |                                              |                                              |                                              |                                              |                                              |                                              |                                              |                                              |                                              | Trans Sport                                  | Trans Sport                                  | Trans Sport                                  | Trans Sport                                  | Trans Sport                                  | Trans Sport                                  | Trans Sport                                  | Trans Sport/Montana                          | Trans Sport/Montana                          | Trans Sport/Montana                          | Trans Sport/Montana                          | Trans Sport/Montana                          | Trans Sport/Montana                          | Trans Sport/Montana                          | Trans Sport/Montana                          | Montana SV6                                  | Montana SV6                                  | Montana SV6                                  |                                              |                                              |                                              |                                              |
| Eigenaar                                     | General Motors                               | General Motors                               | General Motors                               | General Motors                               | General Motors                               | General Motors                               | General Motors                               | General Motors                               | General Motors                               | General Motors                               | General Motors                               | General Motors                               | General Motors                               | General Motors                               | General Motors                               | General Motors                               | General Motors                               | General Motors                               | General Motors                               | General Motors                               | General Motors                               | General Motors                               | General Motors                               | General Motors                               | General Motors                               | General Motors                               | General Motors                               | General Motors                               | General Motors                               | General Motors                               | General Motors                               |                                              |

## Gebruik in de media

### The Oprah Winfrey Show
In september 2004 schonk Pontiac een gloednieuwe Pontiac G6 aan iedereen in het publiek van The Oprah Winfrey Show. Hierop kwam nadien kritiek toen bleek dat er 7000 dollar belastingen op betaald moest worden, aangezien de auto van $ 28.500 als inkomen beschouwd werd. Men kon kiezen tussen betalen, de auto verkopen of de auto weigeren.

### Knight Rider
De auto van Michael Knight in de televisieserie Knight Rider is een Pontiac Firebird Trans Am.

### Smokey and the Bandit
De auto die Burt Reynolds gebruikt in de film Smokey and the Bandit uit 1977 is ook een Pontiac Firebird Trans Am.